# روس سميث (لاعب كرة قدم)
روس سميث (بالإنجليزية: Ross Smith)‏ (21 فبراير 1992 بغلاسكو في المملكة المتحدة - ) هو لاعب كرة قدم بريطاني في مركز الدفاع. شارك مع منتخب اسكتلندا تحت 16 سنة لكرة القدم ومنتخب اسكتلندا تحت 17 سنة لكرة القدم ومنتخب اسكتلندا تحت 19 سنة لكرة القدم. أما مع النوادي، فقد لعب مع دندي يونايتد ونادي ستنهاوسموير ونادي ستيرلينغ ألبيون ونادي بيترهيد ‏.

## وصلات خارجية
- روس سميث على موقع قاعدة بيانات كرة القدم.إي يو (الإنجليزية)
- روس سميث على موقع Soccerbase.com (لاعب) (الإنجليزية)
- روس سميث على موقع Soccerway.com (الإنجليزية)